# Johan Alin
Johan Alin, född 1 mars 1879 i Östra Vemmerlöv, död 28 september 1944 i Göteborg, var en svensk arkeolog och folkskollärare. Alin var liksom många av de första generationer arkeologer ej anställd som sådan utan hade det som bisyssla. 

## Biografi
Efter folkskollärarexamen i Lund 1901 flyttade Alin till Göteborg och stannade där till sin död drygt fyra decennier senare. Han verkade vid fyra folkskolor i staden och var för övrigt en aktiv samhällsmedborgare då det gällde skol- och hembygdsfrågor. 
Alins insats som arkeolog inleddes på 1910-talet då han skötte fornlämningsinventeringar i västra Sverige under ledning av Georg Sarauw, chef för den arkeologiska avdelningen vid Göteborgs museum alltsedan 1912. Alin kom även med tiden att utföra smärre utgrävningar, även om hans huvudsakliga arkeologiska gärning handlade om ett otal besiktningar och restaureringar av fornlämningar. En av utgrävningarna ledde till fyndet av Österödskvinnan.
Folkskollärare som han även var gillade han att hålla arkeologiska föredrag och skrev flitigt, både småskrifter och artiklar. Han påbörjade ett projekt som skulle ha resulterat i en bok om Bohusläns stenålder, men hann aldrig avsluta det före sin död. Delar av den kom dock ut som skilda skrifter med namnen Stenåldersforskningen i Bohuslän och Förteckning över stenåldersboplatser i norra Bohuslän. Den senare kompletterad med textavsnitt av Nils Niklasson och Åke Fredsjö. 
Tillsammans med Georg Sarauw gav Alin ut Götaälvsområdets fornminnen 1923, vilken renderade dem Vitterhetsakademiens Monteliuspris 1928. 
Tack vare Alin upptäcktes den klassiska Sandarnaboplatsen i Göteborg vid sidan av många andra stenåldersboplatser i Västsverige.
Alin utnämndes till hedersdoktor vid Stockholms högskola 1936. Han är begravd på Östra kyrkogården, Göteborg